# Perfect Strangers
Perfect Strangers е 11-ият студиен албум на британската хардрок група Deep Purple, издаден през ноември 1984 г. Това е първият албум, записан след обединението на втория състав на групата. Освен това Perfect Strangers е първият студиен албум на групата от девет години (последния Come Taste the Band е от 1975 г.).
CD-то и касетата съдържат бонус парче Not Responsible. Албумът е ремастериран и преиздаден на 22 юни 1999 г., а като бонус парче е включен инструменталът Son of Alerik. Албумът достига 5-о място в британските класации и 17-о в Билборд 200.

### Оригинално издание
1. Knocking at Your Back Door – 7:00
2. Under the Gun – 4:35
3. Nobody's Home (Гилан, Блекмор, Глоувър, Джон Лорд, Иън Пейс) – 3:55
4. Mean Streak – 4:20
5. "Perfect Strangers" – 5:23
6. A Gypsy's Kiss – 4:40
7. Wasted Sunsets – 3:55
8. Hungry Daze – 4:44

##### Бонус парче на оригиналния CD и на пре-издадения от 1999
1. Not Responsible – 4:36 (само на касетката и CD-то)

##### Бонус парче на CD-то от 1999
1. Son of Alerik (Блекмор) – 10:02

## Състав
- Иън Гилън – вокал
- Ричи Блекмор – китара
- Джон Лорд – орган, клавишни
- Роджър Глоувър – бас
- Иън Пейс – барабани

## Любопитно
- Професионалния кечист Шейн Дъглас използва едноименното парче от албума при качването си на ринга.
- Hungry Daze е също така име на австралийска рок група.